# بلال: نژاد جدید قهرمان
بلال: نژاد جدید قهرمان (به انگلیسی: Bilal: A New Breed of Hero) یک فیلم پویانمایی رایانه‌ای سه‌بعدی ماجراجویی اکشن امارات متحده عربی محصول سال ۲۰۱۵ است. این فیلم به کارگردانی مشترک خرم اچ علوی و ایمن جمال می‌باشد.

## داستان
داستان فیلم روایتگر زندگی بلال حبشی است و به زندگی این شخص می‌پردازد.

## بازیگران
- آدواله آکینویه آگباجه
- ایان مک‌شین
- چین آن مک‌کلین
- جیکوب لاتیمور
- توماس ایان نیکلاس
- فرد تاتاسیور
- مایکل گروس

## نقد
معاون حوزه هنری قم: در انیمیشن بلال تحریف‌های تاریخی صورت گرفته‌است
انیمیشن «بلال» محصول سال ۲۰۱۵ میلادی که درباره شخصیت بلال حبشی است با حضور علاقمندان و کارشناسان در سالن سوره حوزه هنری قم نقد و بررسی شد.
- سومین سخنران این نشست دکتر محمد بابایی معاون فرهنگی حوزه هنری قم و مدرس دانشگاه بود. وی ضمن معرفی شخصیت‌های مطرح شده در فیلم، به بررسی تاریخی و تشریح شخصیت بلال حبشی -موذن صدر اسلام-  پرداخت

بابایی با بیان این نکته که تحریف‌های تاریخی در داستان این انیمیشن صورت گرفته، گفت: «در سال‌های اخیر شاهد هستیم کشورهایی که فاقد تاریخ و تمدن روشن و قوی هستند، به مدد فیلم و سریال، در صدد ساختن تمدن و پیشینه فرهنگی برای خود هستند. با این روش، امکان تحریف تاریخ، تاریخ‌سازی دروغین، خلق شخصیت‌های غیرواقعی و تشکیک در شخصیت‌های حقیقی برای نظام‌های سرمایه‌داری که امکانات و پول فراوان در اختیار دارند، فراهم شده‌است.»
او در ادامه به ماجرای آزادی بلال توسط پیامبر اسلام (ص) در این انیمیشن اشاره کرد و گفت: « سازندگان اثر با تحریف تاریخی، ابوبکر را منجی بلال از دست امیه بن خلف معرفی می‌کنند. در حالی که در زمان بعثت حضرت رسول (ص)، حضرت خدیجه (س) اموال و سرمایه تجاری خود را برای نشر و گسترش پیام اسلام، در اختیار پیامبر قرار داده بود و طبق اسناد تاریخی، بلال توسط پیامبر اسلام، از شکنجه‌های امیه آزاد می‌شود.»

او عدم حضور پیامبر در این انیمیشن را از دیگر نقاط ضعف این انیمیشن دانست و گفت: «متاسفانه در این اثر شخصیت ابوبکر جایگزین شخصیت حضرت رسول (ص) شده‌ است. ضعف دیگر در معرفی شخصیت بلال در سنین بزرگسالی و به هنگام فتح مکه است که پیامبر او را به عنوان موذن برگزید و بر بام کعبه اذان گفت. اما اذان از انیمیشن حذف شده و جای آن را موسیقی گرفته‌است. این حذف و جایگزینی به دلیل تسلط نگاه غربگرایانه در معرفی و نشر معارف اسلامی است که از هرگونه تبلیغ دین و نشانه‌های مذهبی خودداری می‌شود.»